# 1995 في إسرائيل
فيما يلي قوائم الأحداث التي وقعت خلال عام 1995 في إسرائيل.

## سياسة

### تعيين في المنصب
- 1 يناير – أمنون ليبكين شاحاك رئيس الأركان العامة (إسرائيل).
- 9 يناير – غونين سيغيف وزير الطاقة  [لغات أخرى]‏.
- 24 يوليو – إيلي ديان نائب وزير الخارجية ‏.
- 4 نوفمبر – شمعون بيريز وزير الدفاع  [لغات أخرى]‏،رئيس وزراء إسرائيل.
- 22 نوفمبر – إيهود باراك وزير الخارجية  [لغات أخرى]‏.
- 27 نوفمبر – أوري أور Deputy Minister of Defense ‏.

### انتهاء فترة المنصب
- 1 يناير – إيهود باراك رئيس الأركان العامة (إسرائيل).
- 16 يوليو – مردخاي غور Deputy Minister of Defense ‏، عضو الكنيست [الإنجليزية]‏.
- 17 يوليو – يوسي بيلين نائب وزير الخارجية ‏.
- 4 نوفمبر – إسحاق رابين عضو الكنيست [الإنجليزية]‏، رئيس وزراء إسرائيل، وزير الدفاع  [لغات أخرى]‏.
- 22 نوفمبر – شمعون بيريز وزير الخارجية  [لغات أخرى]‏.

## مواليد

### فبراير
- 13 فبراير – دين ماتيوس غاليانو لاعب كرة قدم إسرائيلي.

### مايو
- 17 مايو – دور بيريتز لاعب كرة قدم إسرائيلي.

### يونيو
- 13 يونيو – شيان جولدبيرغ لاعب كرة قدم إسرائيلي.

### يوليو
- 20 يوليو – دتن بيتون لاعب كرة قدم إسرائيلي.

### أكتوبر
- 4 أكتوبر – ميكائيل أوهانا لاعب كرة قدم إسرائيلي.

## وفيات

### يوليو
- 16 يوليو – مردخاي غور (مواليد 1930) سياسي إسرائيلي.

### نوفمبر
- 4 نوفمبر – إسحاق رابين (مواليد 1922)